# 柔毛睡蓮
柔毛睡蓮（學名：Nymphaea pubescens），又名柔毛齿叶睡莲，為一種睡蓮科睡蓮屬的植物。

## 分布
常見於南亞、東南亞、台灣等地的水塘中，在澳洲東北部、新幾內亞也有分佈。

## 文化

### 佛教文献记载
柔毛睡蓮在佛教經典中被稱為拘牟头花（梵文 Kumuda），又译作拘勿头，俱勿头，句文罗，拘物陀，拘母陀，拘贸头，拘某头，拘牟那，屈摩罗，究牟陀，拘物度，拘勿投等。现代汉语的正确音译应为“菇暮的”。拘牟头花意译地喜花，Ku为地，muda为喜，欢乐。如《玄应音义》三曰：‘句文罗，又曰拘物陀，又作拘牟头（牟或作贸），或作拘物头。此译云：拘者地，物陀者喜，名地喜花。《梵英辞典》、《梵法辞典》、《巴利--英文辞典》释为白睡莲。某些中文典籍亦称为白莲或白花，如《俱舍光记》十一曰：“拘物陀，此云白莲花。”《四阿含暮钞》下曰：“拘勿度，此云白华。”《慧苑音义》上曰：“拘物头花，其花茎有刺，色或赤白。以其花茎稍短，未开敷时，状即蹴然故，亦或名小白花也。”
有的中文典籍注释为红莲花，《慧琳音义》三曰：“拘某陀花，古作拘勿头，正音拘牟那。此即赤莲花，深朱色。”《可洪音义》一曰：“拘母陀，亦云俱物头，亦云俱牟陀，此云红莲花也。”有的中文典籍注释为青莲花，《大日经疏》十五曰：“俱物头，有赤及青二种。”又曰：“俱物头，是莲花青色者。”有的中文典籍注释为黄莲花，《名义集》三曰：“拘勿投，此云黄莲华。”《续高僧传》二曰：“究牟陀，此云黄色华。”在《大乘无量寿庄严清净平等觉经》中，优钵罗花、钵昙摩花、拘牟头花、芬陀利花四花并举，因一般称优钵罗花为青莲花，钵昙摩花为红莲花，芬陀利花为白莲花，那么拘牟头花为黄莲花则较为合理。有的中文典籍注释为未开敷之莲花，如《法华玄义》七曰：“睿师序云：未敷名屈摩罗，将落名迦摩罗，处中盛时名芬陀利。”